# Physocephala fumivena
Physocephala fumivena är en tvåvingeart som beskrevs av Camras 2001. Physocephala fumivena ingår i släktet Physocephala och familjen stekelflugor.
Artens utbredningsområde är Zimbabwe. Inga underarter finns listade i Catalogue of Life.